# Jackie Ronne
Edith « Jackie » Ronne, née le 13 octobre 1919 à Baltimore et morte le 14 juin 2009, est une exploratrice américaine.

## Biographie
Femme de Finn Ronne, elle est la première femme à travailler sur une expédition en Antarctique (Expédition Ronne en 1947-1948).
En 2004, elle publie le livre Antarctica's First Lady où elle y raconte son expérience.
Elle devient présidente de la Society of Woman Geographers et membre de The Explorers Club et de l'American Polar Society (en).
En 1995, Jackie Ronne retourne sur les lieux de la base de l'expédition. La base a été désignée monument historique 6 ans plus tôt sous le traité sur l'Antarctique. Seul le refuge est encore là. Elle quitte l'endroit pour la dernière fois en disant qu'elle a « fermement refermé la porte ».

## Postérité
La barrière de Filchner-Ronne ainsi que la Terre d'Edith-Ronne sont nommées en son honneur.

## Œuvres
- 2004 : Antarctica's First Lady: Memoirs of the First American Woman to Set Foot on the Antarctic Continent and Winter-Over as a Member of a Pioneering (en français : « La première dame de l'Antarctique : Mémoires de la première femme américaine à avoir posé le pied sur le continent antarctique et à y avoir passé l'hiver en tant que membre d'un groupe de pionniers. »)

### Documentaire
- 2002 : First Woman on the Ice[1].